# Liste du patrimoine culturel immatériel de l'humanité au Pakistan
Cet article recense les pratiques inscrites au patrimoine culturel immatériel au Pakistan.

## Statistiques
Le Pakistan ratifie la convention pour la sauvegarde du patrimoine culturel immatériel le 7 octobre 2005. La première pratique protégée est inscrite en 2016.
En 2018, le Pakistan compte 3 éléments inscrits au patrimoine culturel immatériel, 2 sur la liste représentative et un sur la liste du patrimoine immatériel nécessitant une sauvegarde urgente.

## Listes

### Liste représentative
Les éléments suivants sont inscrits sur la liste représentative du patrimoine culturel immatériel de l'humanité :
| Élément                                                                                            | Type                                                         | Subdivision | Année | Lien  | Notes | Illus. |
| -------------------------------------------------------------------------------------------------- | ------------------------------------------------------------ | ----------- | ----- | ----- | --- | ------ |
| La fauconnerie, un patrimoine humain vivant                                                        | connaissances et pratiques concernant la nature et l’univers |             | 2016  | 01708 | Partagé avec l'Allemagne, l'Arabie saoudite, l'Autriche, la Belgique, la Corée du Sud, la Croatie, les Émirats arabes unis, l'Espagne, la France, la Hongrie, l'Irlande, l'Italie, le Kazakhstan, le Kirghizistan, le Maroc, la Mongolie, les Pays-Bas, la Pologne, le Portugal, le Qatar, la Syrie et la Tchéquie |        |
| Nawrouz, Novruz, Nowrouz, Nowrouz, Nawrouz, Nauryz, Nooruz, Nowruz, Navruz, Nevruz, Nowruz, Navruz | pratiques sociales, rituels et événements festifs            |             | 2016  | 02097 | Partagé avec l'Afghanistan, l'Azerbaïdjan, l'Inde, l'Irak, l'Iran, le Kazakhstan, le Kirghizistan, l'Ouzbékistan, le Tadjikistan, le Turkménistan et la Turquie Étendu en 2024 à la Mongolie |        |

### Patrimoine immatériel nécessitant une sauvegarde urgente
Le Pakistan compte un élément listé sur la liste du patrimoine immatériel nécessitant une sauvegarde urgente.
Les éléments suivants sont inscrits sur la liste représentative du patrimoine culturel immatériel de l'humanité :
| Élément | Type                                                         | Subdivision | Année | Lien  | Notes | Illus. |
| --- | ------------------------------------------------------------ | ----------- | ----- | ----- | ----- | ------ |
| Le Suri Jagek (observation du soleil), pratique météorologique et astronomique traditionnelle fondée sur l'observation du soleil, de la lune et des étoiles par rapport à la topographie locale | connaissances et pratiques concernant la nature et l’univers | Chitral     | 2018  | 01381 |       |        |

### Registre des meilleures pratiques de sauvegarde
Le Pakistan ne compte aucune pratique listée au registre des meilleures pratiques de sauvegarde.